# Добрушин, Роланд Львович
Роланд (Юлий) Львович Добрушин (20 июля 1929, Ленинград — 12 ноября 1995, Москва) — советский учёный-математик, доктор физико-математических наук, специалист в области математической физики, теории вероятностей и теории информации. Специализировался на изучении цепей Маркова и теорем Шеннона.

## Биография
Отец, Лев Моисеевич Добрушин (1891—1935), был из еврейской семьи; дед был лесопромышленником в Мутине (в Кролевецком уезде Черниговской губернии) и отец в советское время был инженером по лесу в Ленинградском порту; мать — из немецких протестантов-краснодеревщиков Бокум балтийского происхождения. Племянник литературного критика и деятеля литературы на идише Хацкеля (Иехезкеля) Добрушина. При рождении был крещён в протестантской церкви, но верующим не был. Рано оставшись без родителей, был усыновлён сестрой своего отца Цецилией Моисеевной Чайковой-Добрушиной (1895—1958) и её мужем — скульптором Иосифом Моисеевичем Чайковым.
В 1947 году после окончания школы он поступил на механико-математический факультет Московского университета, который окончил в 1952 году. Посещал семинар Е. Б. Дынкина в области теории вероятностей, ученик А. Н. Колмогорова. В 1955 году защитил кандидатскую диссертацию «Локальная предельная теорема для цепей Маркова». В 1961 году он защитил докторскую диссертацию «Теория информации и кодирование». С 1964 года центром его интересов стало исследование проблем статистической физики.
В 1968 году подписал «письмо 99» на имя министра здравоохранения СССР и генерального прокурора СССР в защиту насильственно помещённого в московскую психиатрическую больницу № 5 математика А. С. Есенина-Вольпина.
Был членом Московского математического общества, Международной ассоциации математической физики, почётным членом Американской академии искусств и наук, иностранным членом Национальной академии наук США, членом Academia Europaea. Был заместителем главного редактора журнала «Проблемы передачи информации».

## Семья
Был женат несколько раз.
- Добрушина (Буяновер) Ирина Семёновна[5], выпускница мехмата МГУ, преподаватель, поэт; детей не было.
- Филиппова Лариса Евгеньевна («Лора»)[6], преподаватель МИЭМа[7]; дочь — Екатерина, филолог (род. 1964)[8].
- Пожарицкая Софья Константиновна, филолог; дочь Нина (род. 1968), лингвист;
- Добрушина Галина Борисовна
  -  дочери: Ольга (род. 1985) — врач-невролог, Анна (род. 1989) — кинооператор.

Похоронен рядом с отцом на Востряковском кладбище.